# Teach Me Tonight
«Teach Me Tonight» (с англ. — «Научи меня сегодня ночью») — популярная песня, ставшая джазовым стандартом. Музыку написал Джин Де Пол, слова — Сэмми Кан. Песня была опубликована в 1953 году и была записана несколькими исполнителями.
Одной из первых её записала в 1954 году Дина Вашингтон. Эта запись заняла 4 место в чарте Rhythm & Blues Records, а в 2001 году была включена в Зал славы премии «Грэмми». Позже песня вошла в её одноимённый альбом 1962 года.
Другие известные исполнения включают Джанет Брейс, Джо Стаффорд, Хелен Грейко, The DeCastro Sisters, Энн-Маргрет, Джорджа Махариса, Фиби Сноу, Эла Джерро In addition, it went to No. 19 on the Adult Contemporary chart., Эми Уайнхаус, Джеймса Тейлора.